# Урумбай
Урумбай (англ. ouroumbay) — относительно большая гребная лодка, распространённая на острове Новая Гвинея. Как правило, типичный урумбай обслуживался 16 гребцами и мог принимать на борт до двух тонн груза. Конструкция урумбая не предусматривала палубы, однако такая лодка могла иметь каюту в виде хижины.
В феврале 1874 года российский путешественник Н. Миклухо-Маклай совершил на такой лодке переход на остров Намотате.